# Bloomsbury Square
Bloomsbury Square è una piazza con al centro dei giardini situata nel quartiere di Bloomsbury, nel London Borough of Camden.

## Geografia
A nord della piazza vi sono Great Russell Street e Bedford Place, che conduce a Russell Square. A sud c' è Bloomsbury Way. Ad ovest c' è il British Museum.
La stazione della Tube più vicina è quella di Holborn.

## Storia
La piazza è stata voluta dal quarto Conte di Southampton, nel tardo diciassettesimo secolo, ed era inizialmente conosciuta come Southampton Square. La casa del Conte, inizialmente conosciuta come Southampton House e poi Bedford House, occupa il lato nord della piazza, dove ora ci sta Bedford Place. Gli altri lati della piazza vennero occupati da case a schiera, che vennero occupate da membri dell'aristocrazia e della piccola nobiltà.
All'inizio del diciannovesimo secolo, Bloomsbury non fu più di moda fra la nobiltà. Di conseguenza il Duca di Bedford si spostò da Bedford House, che venne demolita e sostituita con altre case a schiera. Nel diciannovesimo secolo la piazza venne occupata per la maggior parte da membri della borghesia. Lo scrittore Isaac D'Israeli visse al n° 6 di Bloomsbury Square dal 1817 al 1829, e la Società Aristotelica venne fondata al nº 17 nel 1880. Nel ventesimo secolo la maggior parte degli edifici furono utilizzati come uffici.
Oggi nessuna delle case settecentesche è sopravvissuta, ma sono presenti edifici dell'Ottocento e del Novecento. Inoltre dal 2003 è possibile accedere al giardino.

## Cultura di massa
- Una parte della Seconda Sinfonia (A London Symphony) di Ralph Vaughan Williams era destinata a rappresentare "Bloomsbury Square in un pomeriggio di novembre".
- Nel musical Oliver!, Mr. Brownlow vive a Bloosmbury Square, mentre nell'Oliver Twist di Charles Dickens, libro su cui il musical è basato, lui vive in Pentonville.

## Bloomsbury Square nel tempo

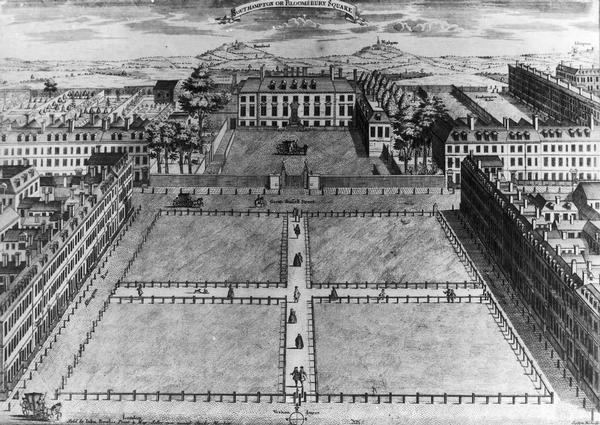
Bloomsbury Square nel 1700 ...
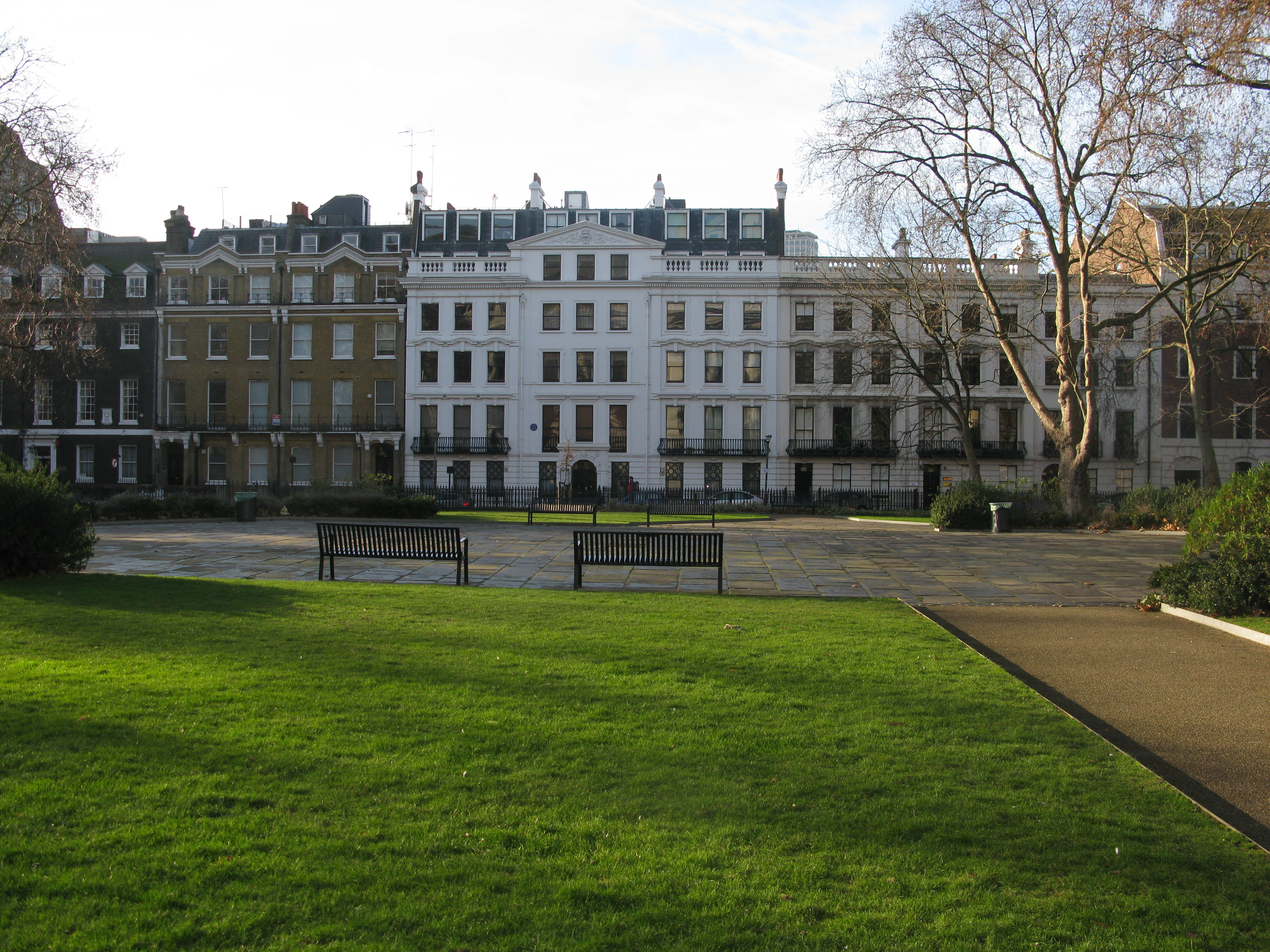
... e Bloomsbury Square oggi.